# Leogang
Leogang est une commune autrichienne du land de Salzbourg.